# 乙幡啓子
乙幡 啓子（おつはた けいこ、1970年9月21日 - ）は、群馬県桐生市生まれのライター、造形作家。
2003年から@niftyのデイリーポータルZにライターとして、主に水曜日を担当（当初は毎週だったが、現在は月1回の執筆）。工作が主題の記事が多い。他に北尾トロ編集の雑誌「レポ」（季刊）連載。2011年、雑貨企画・制作プロジェクト「妄想工作所」をたちあげた。
夫は砂像彫刻家の保坂俊彦。

## 略歴
- 1970年9月21日、群馬県勢多郡粕川村（現・前橋市）出身。
- 群馬県立桐生女子高等学校、津田塾大学学芸学部国際関係学科卒業。
- マーケティング会社、出版社、フリーのナレーション業務など数回の転職を経て、2003年よりデイリーポータルZに参加。
- デザインナイフが好きな工具。レコーディング・ダイエットで痩せた。ジェイフォン写メールの店頭営業していたし、派遣社員として、バングラデシュ人が社長を務めるアジア系のフリーペーパーに勤務していた。

## 性格、特徴
- 手先が器用。
- ホッピー、ビール（特にドイツビール）好き。ワインは苦手。
- 飲み会好きだが、お酒が強いというわけではなく、すぐに頭痛になる。
- 軽度の鉄道マニア。

## 著書

### 単著
- 妄想工作（廣済堂出版、2008年11月25日）
- 乙幡脳大博覧会（アールズ出版、2013年8月17日）
- 笑う、消しゴムはんこ。（世界文化社、2013年9月20日）

### 共著
- おとなの自由研究（アスペクト、2004年3月）
- 名古屋の不思議（小学館、2005年7月）

## メディア出演
- 朝日新聞（2012年5月10日朝刊） - 主に「ほっケース」の紹介（当時、三鷹市在住で多摩地域地方面に掲載）
- 月刊ラジオライフ（2016年5月号） - 工作系の漫画ルポ「てらおか現象の作ったり聞いたり」第5回に登場。「ほっケース」などの紹介。[2]
- 千葉テレビ「music focus」
- NHKワンセグ2「青山ワンセグ開発」の「もーそーまーけっと」原案・出演
- NHK BS 「熱中スタジアム」内「熱中人」
- よみうりテレビ「大阪ほんわかテレビ」
- ASCII.jp「顔の見えるインターネット」
- まいにちいっしょ「トロ・ステーション」
- 毎日コミュニケーションズ「コブス横丁」
- 読売テレビ「なるトモ！」
- Webマガジン「REALTOKYO」
- NOTTV「また、つまらぬ物を作ってしまった」